# 마이너스 금리 정책
마이너스 금리 정책은 상업 은행들이 초과 준비금을 보유하는데 비용을 들여서 민간 부문에 더 쉽게 대출할 수 있도록 함으로써 대출 장려를 위해 중앙 은행이 부여하는 통화 정책이다. 이러한 정책은 보통 매우 저조한 경제성장, 디플레이션, 디레버리징과 연관된다.
경제침체 기간 중에 중앙은행들은 성장을 촉진시키기 위해 이율을 낮추는 경우가 있다.

## 예

### 유럽
유럽중앙은행과 기타 유럽 국가들(스웨덴, 스위스, 덴마크 등)의 중앙은행들은 확대 재정 정책의 하나로서 마이너스 금리를 적용했다.

### 일본
2016년 1월, 일본은행은 다른 유럽 중앙은행들을 따라 제로(0) 이하로 금리를 낮추었다.

## 같이 보기
- 제로 금리 정책